# Chwałki (Sandomierz)
Chwałki – część Sandomierza, położona w północnej części miasta. Ma charakter rezydencjonalny. Rozpościera się w widłach ulic Kwiatkowskiego i Ożarowskiej. Do 31 grudnia 1961 stanowiła część wsi Chwałki (w gromadzie Wysiadłów), z którą do dziś sąsiaduje.